# Takuro
Takuro Kubo 久保琢郎 (Kubo Takuro) (Hakodate, Hokkaido, 26 de maio de 1971) é um compositor, letrista, guitarrista e pianista japonês. Fundou a banda de rock japonesa GLAY em 1988.

## Biografia
A inspiração para seguir a carreira musical veio de sua admiração por John Lennon e de sua própria mãe. Ele e sua irmã mais velha foram criados apenas pela mãe, pois seu pai morreu quando Takuro tinha três anos de idade, e sua mãe nunca se casou novamente. Sua mãe foi sua primeira influência musical; a imagem dela cantando ao mesmo tempo que chorava teve um grande impacto e foi decisivo para sua escolha.
Takuro é um reconhecido compositor, e seu trabalho alcançou grande prestígio. Ele não compõe apenas para o GLAY, mas também já fez canções e/ou produziu para artistas de diversos estilos musicais. Apesar de ter influências musicais desde a infância, as palavras foram sua primeira forma de expressão. Antes mesmo de ser capaz de criar suas primeiras melodias, Takuro já tinha pilhas de cadernos cheios de letras que traduziam o que se passava em sua mente. Takuro se inspira em sua própria vida ou no cotidiano e naquilo que observa no comportamento das pessoas, transportando esses universos da forma como os sente para as canções. Conversas com diferentes pessoas são grandes fontes de inspiração.
Gosto de conversar com as pessoas. Não acredito que música, filmes ou arte têm um impacto mais forte em mim do que o relacionamento com os outros. Nunca serei mais influenciado pela música, pela pintura ou qualquer arte do que pelas conversas com as pessoas..
Esse estilo observador e confidencial se reflete em suas letras e em sua imagem pública de tal forma que o músico é frequentemente convidado a expressar opiniões a respeito de assuntos diversos (e não apenas musicais), na mídia, como em publicações jornalísticas. Em 2001 publicou um site antiguerra, em protesto à retaliação dos Estados Unidos ao Iraque. Além disso, participa frequentemente de eventos que visam a conscientizar a população a respeito de diversas causas, sozinho ou com membros de sua banda.
Em 2001, durante o EXPO 2001, Takuro recebeu uma homenagem da organização "Artists Power", por fazer uso de sua imagem para levantar a atenção sobre os problemas ambientais e para meios alternativos de se obter energia. Um dos concertos dessa Expo foi realizado parcialmente com energia solar e a camiseta feita com materiais naturais e não poluentes. Juntamente com Ryuichi Sakamoto, Takuro foi um dos responsáveis por iniciar essa organização, que consiste em atrair artistas interessados em participar ativamente na busca de soluções.
Em maio de 2004, casou-se com a modelo japonesa Seri Iwahori, com quem tem um filho e uma filha.

## Discografia

### Álbuns solo
Álbum: Instrumental Collection
- artista: TAKURO
- data: 19 de setembro de 1998
- Faixas:
  - HOWEVER
  - SOUL LOVE
  - Yes, Summerdays
  - Ikiteku Tsuyosa
  - Miyako Wasure
  - a Boy~Zutto Wasurenai~
  - Kuchibiru
  - Manatsuno Tobira
  - Zutto Futari de...
  - Glorious
  - Yuuwaku
  - Beloved

Álbum: FLOW of SOUL vol 1. Takuro meets Vanessa Mae
- artista: Takuro e Vanessa Mae
- data:24 de abril de 2002
- faixas:
  - Way of Difference
  - Francis Elena　featuring Vanessa Mae　
  - Zutto Futtari de・・
  - Glorious
  - a Boy ～zutto wasurenai～
  - Kanojo no "Modern・・・"
  - HOWEVER
  - I'm in Love
  - Yuuwaku
  - Biribiri crashman
  - Sen no naifu ga mune wo sasu
  - Pure Soul

## Composições para outros artistas
"Summer Shakes" e "I believe you"
- Single: Summer Shakes
- artista:Miju
- data: 6 de agosto de 1997

"Mitsumeteitai" e "Moon~ watashi he"
- Single: Mitsumeteitai
- Artista:ROMI
- data: 18 de fevereiro de 1998
- uma versão diferente de Mitsumeteitai foi usada para anúncio da turnê Pure Soul '98 da banda GLAY. A letra é uma parceria entre Takuro e Mina Nagashima.

"Couples" e "Love is always trouble"
- Single: COUPLES
- artista: Miju
- data: 22 de abril de 1998

LOVE CLOVER e "Empty Pocket"
- Single: LOVE CLOVER
- artista: Miho Nakayama
- data: 8 de abril de 1998

kokoro ni amega
- Single: kokoro ni amega
- artista: Hideki Ohtoku
- data: 7 de julho de 1999

Fairyland 
- Single: Fairyland
- artista: Yuki Koyanagi
- data: 27 de outubro de 1999
- assina como "L. Soul"

リズムとルール
- Single: リズムとルール
- artista: Ryoko Shinohara
- data: 8 de março de 2000
- melodia - assina como "L. Soul"

"Dorama" e "Time Limit"
- Álbum: Distance
- artista: Hikaru Utada
- data: 21 de março de 2001
- Takuro assina as melodias como "Kubo Takuro" em parceria com Utada.

Sweet Season
- Single: Sweet Season
- artista: SONO
- data: 17 de janeiro de 2002
- melodia - assina como "L.Soul"

Engaged
- Álbum: Hana
- artista: Tak Matsumoto
- data: 27 de fevereiro de 2002
- composição de Takuro e Tak Matsumoto

灼熱 (melodia)
- Single: Re-lax
- artista: Stealth
- data: 25 de setembro de 2002

LOVEBITE
- Álbum: Style
- artista: Namie Amuro
- data: 10 de dezembro de 2003

Fuyu no etorage
- Álbum: Singer for Singer
- artista: MISIA
- data: 8 de dezembro de 2004
- música composta originalmente para a trilha do filme Umineko, com participação de Teru nos vocais

Ruten
- Álbum: Romantic Energy
- artista: Joshijunigakubo (Twelve Girls Band)
- data: 26 de janeiro de 2005

Kiss from a rose (melodia)
- Álbum: Sing and Roses
- artista: Misato Watanabe
- data: 23 de novembro de 2005

"Hitoiro" e "Eyes for the Moon"
- single: Hitoiro
- artista: Nana starring Mika Nakashima
- data: 29 de novembro de 2006
- "Hitoiro" é tema do filme Nana 2e sua letra foi escrita pela autora do mangá, Ai Yazawa, enquanto a música foi feita por Takuro. "Eyes for the Moon", composta e escrita por Takuro, também aparece na trilha do filme.

Say Something (letra)
- Álbum: In the Mood
- artista: Kyosuke Himuro
- data: 20 de dezembro de 2006

Go Ahead
- artista: Mitsuhiro Oikawa
- single: Go ahead!!!
- data: 8 de outubro de 2008
- Álbum: Rainbow Man
- data: 5 de novembro de 2008
- Letra de Mitsuhiro Oikawa e música de Takuro (a canção é tema de abertura do anime Battle Spirit)

## Participações especiais
Together
- Single: Bridge over troubled water
- artista: Junko
- data: 31 de julho de 1999
- Takuro aparece tocando guitarra

Ango
- Álbum: Poetic Evolution
- artista: Yukinojo Mori
- data: 17 de dezembro de 1999
- composição de Takuro e Hisashi, voz de Teru

Zero Landmine
- single: Zero Landmine
- artista: N.M.L.(NO MORE LANDMINE) (vários)
- data: 25 de abril de 2001
- guitarra

ai nante
- Álbum: Kuzu Álbum
- artista: Kuzu
- data: 26 de março de 2003
- Takuro e Teru participam desta álbum que também tem a participação de outros artistas

Say Something
- Álbum: In the Mood
- artista: Kyosuke Himuro
- data: 20 de dezembro de 2006
- guitarra

## Livros
- Along the Line: livro de fotos tirados na África.
- Kyoukai (Dentro do Peito): autobiografia, publicada pela primeira vez em 2003.
- Hokkaido e (Em direção a Hokkaido): uma série de artigos escritos por Takuro para o jornal Asahi foi reunida neste livro, publicado a partir 4 de julho de 2008.